# Kay Johnson

Kay Johnson.

Catherine Townsend "Kay" Johnson, född 29 november 1904 i Mount Vernon, New York, död 17 november 1975 i Waterford, Connecticut, var en amerikansk skådespelare. Efter att ha medverkat i en del teaterpjäser under 1920-talet fick hon sin första filmroll 1929 i Cecil B. DeMilles Dynamit. Hon medverkade sedan i ett 20-tal filmer, bland dem En kvinnas slav (1934) och Hasardspelaren (1943).
Under åren 1928–1946 var hon gift med regissören John Cromwell. Hon är mor till skådespelaren James Cromwell. Johnson värderade familjelivet högt, och därmed blev inte arbetet högprioriterat. Efter äktenskapet med Cromwell lämnade hon med undantag för en liten filmroll 1954 skådespelarbanan.

## Filmografi, urval
- 1929 – Dynamit
- 1930 – Den oskrivna lagen
- 1931 – I Tjekans våld
- 1932 – Panik
- 1934 – En kvinnas slav
- 1938 – Det vita baneret
- 1942 – Flykten till Söderhavet
- 1943 – Hasardspelaren